# Tanguy Ndombélé
Tanguy Ndombélé Alvaro (Longjumeau, 28 de dezembro de 1996) é um futebolista francês que atua como volante. Atualmente joga no Nice.

## Infância e juventude
Ndombélé nasceu na França com pais descendentes de congoleses. Quando criança, ele tocou no FC Épinay Athlético, um clube com sede em Épinay-sous-Sénart, a cerca de 20 quilômetros a sudeste de Paris, em Essonne. Ele então mudou-se para Brittany quando ele tinha apenas 14 anos, a fim de jogar por Guingamp, onde passou três temporadas. Infelizmente, ele não foi oferecido um contrato profissional no final do seu desenvolvimento. Com apenas 16 anos, fez a sua estreia no escalão principal, a 11 de janeiro de 2014, com as reservas, ao substituir Vital N'Simba perto do apito final.
Ele então assinou com o Amiens, que tinha acabado de ser rebaixado da Ligue 2 em junho de 2014, ele tomou isso como uma oportunidade para julgamento em vários clubes (Auxerre, Caen e Angers), mas não foi assinado. A questão era que Ndombélé foi criticado por estar "acima do peso", este foi o principal motivo que ele não foi assinado pelos clubes, mesmo que os juízes estivessem cientes de que ele era um bom craque.
Ndombélé jogou duas temporadas em Championnat National 3 com a equipe de reserva Amiens. Ele jogou apenas um jogo durante a temporada 2014–2015, o 8 de novembro de 2014, mais uma vez, chegando atrasado no jogo. Ele se torna regular durante a temporada 2015–16, participando de 18 partidas. Ele realizou sua primeira partida no dia 5 de setembro de 2015, aos 18 anos e nove meses.

## Carreira

### Lyon
No dia 31 de agosto de 2017, Ndombélé foi emprestado ao Lyon por um ano. Segundo o L'Équipe, o clube pagou 2 milhões de euros pelo empréstimo. O Lyon também garantiu uma opção para contratá-lo permanentemente por 8 milhões de euros, além de um possível bônus de 250 mil euros e 20% de qualquer lucro obtido caso ele fosse transferido do Lyon para outro clube.
Ndombélé fez a sua estreia oficial pela equipe principal do Lyon na derrota fora por 2 a 1 da Ligue 1 para o Paris Saint-Germain, no dia 17 de setembro de 2017; ele substituiu Christopher Martins aos 72 minutos. No dia 15 de fevereiro de 2018, Ndombélé marcou um gol (seu primeiro gol competitivo na carreira pelo primeiro time do Lyon) aos 46 minutos da vitória em casa por 3 a 1 sobre o Villarreal, na partida de estreia da Liga Europa de 2017–18.

### Tottenham
Chegou ao clube londrino em 2 de julho de 2019, assinando contrato até 2025. O jogador, que custou cerca de 60 milhões de euros, foi a transferência mais cara da história do clube.
Após empréstimos para o Lyon, Napoli e Galatasaray, onde nenhum dos clubes optou por exercer a opção de compra, seu contrato com o Tottenham foi rescindido mutuamente, que expiraria em 30 de junho de 2024.

## Seleção Nacional
No dia 11 de outubro de 2018, Ndombélé fez sua estreia na Seleção Francesa. Ele substituiu Paul Pogba aos 27 minutos do amistoso contra a Islândia, no Stade du Roudourou em Guingamp, que terminou empatado em 2 a 2.

## Estatísticas

### Clubes
Atualizadas até 2 de março de 2019
| Clube             | Temporada            | Liga              | Liga  | Liga | Copa Nacional | Copa Nacional | Taça da Liga | Taça da Liga | Europa | Europa | Outros | Outros | Total | Total |
| Clube             | Temporada            | Divisão           | Jogos | Gols | Jogos         | Gols          | Jogos        | Gols         | Jogos  | Gols   | Jogos  | Gols   | Jogos | Gols  |
| ----------------- | -------------------- | ----------------- | ----- | ---- | ------------- | ------------- | ------------ | ------------ | ------ | ------ | ------ | ------ | ----- | ----- |
| Amiens            | 2016–17              | Ligue 2           | 30    | 2    | 0             | 0             | 1            | 0            | -      | -      | -      | -      | 31    | 2     |
| Amiens            | 2017–18              | Ligue 1           | 3     | 0    | 0             | 0             | 0            | 0            | -      | -      | -      | -      | 3     | 0     |
| Amiens            | Total                | Total             | 33    | 2    | 0             | 0             | 1            | 0            | 0      | 0      | 0      | 0      | 34    | 2     |
| Lyon              | 2017–18 (empréstimo) | Ligue 1           | 32    | 0    | 4             | 0             | 4            | 1            | 10     | 1      | -      | -      | 50    | 2     |
| Lyon              | 2018-19              | Ligue 1           | 24    | 0    | 4             | 0             | 2            | 0            | 7      | 2      | -      | -      | 37    | 2     |
| Lyon              | Total                | Total             | 51    | 0    | 8             | 0             | 7            | 1            | 15     | 3      | 0      | 0      | 80    | 4     |
| Tottenham         | 2019-20              | Premier League    | 1     | 1    | 0             | 0             | 0            | 0            | 0      | 0      | 0      | 0      | 0     | 0     |
| Tottenham         | Total                | Total             | 0     | 0    | 0             | 0             | 0            | 0            | 0      | 0      | 0      | 0      | 0     | 0     |
| Total de Carreira | Total de Carreira    | Total de Carreira | 80    | 2    | 8             | 0             | 4            | 0            | 15     | 3      | 0      | 0      | 110   | 6     |

### Seleção Francesa
Atualizadas até 20 de novembro de 2018
| Seleção | Ano   | Jogos | Gols |
| ------- | ----- | ----- | ---- |
| França  | 2018  | 4     | 0    |
| Total   | Total | 4     | 0    |

## Títulos
Napoli
- Serie A: 2022–23

### Prêmios individuais
- Equipe ideal da Ligue 1: 2018–19